# Hyperechia albifasciata
Hyperechia albifasciata là một loài ruồi trong họ Asilidae. Hyperechia albifasciata được Enderlein miêu tả năm 1930. Loài này phân bố ở vùng nhiệt đới châu Phi.